# Tubal-Cain
A nu se confunda cu Tubal, fiul lui Iafet, fiul lui Noe.
Tubal-Cain (în ebraică:תובל קין - Tuval Kain) este un personaj menționat de Biblia ebraică, în Geneza 4:22. El este fiul lui Lameh și al lui Țila. Tubal-Cain este descris ca fiind „făuritorul tuturor uneltelor de aramă și de fier”.(lotésh kol hòresh nehóshet uvarzel -  לטש  כל חרש נחשת וברזל) 
„Lameh și -a luat două neveste: numele uneia era Ada, și numele celeilalte era Țila. Ada a născut pe Iabal: el a fost tatăl celor ce locuiesc în corturi și păzesc vitele. Numele fratelui său era Iubal: el a fost tatăl tuturor celor ce cântă cu alăuta și cu cavalul. Țila, de partea ei, a născut și ea pe Tubal-Cain, făuritorul tuturor uneltelor de aramă și de fier. Sora lui Tubal-Cain era Naama.”—Geneza 4:19-22

## Numele
Henry M. Morris presupunea că, din punct de vedere etimologic, numele său ar sta la baza denumirii zeului roman Vulcan, care se ocupa tot cu făuritul uneltelor. dar cel mai probabil este vorba de o asemănare întâmplătoare.
Ca și numele Cain, Tubal-Cain ar putea fi legat de etnia keniților pomenită în Biblia ebraică. Și rolul său de meșter în metale îl apropie de keniți și midianiți care erau specialiști în producerea și prelucrarea cuprului sau aramei. 